# Pisaster giganteus
Espèce
Pisaster giganteus est une espèce d'étoiles de mer, de la famille des Asteriidae, que l'on trouve notamment sur la côte ouest des États-Unis. 

## Description
Cette étoile possède 5 bras terminés en pointes émoussées et recouverts d’épines calcaires de couleur claire entourées de disques bleu vif très caractéristiques ; la couleur du fond est quant à elle variable. Elle mesure en moyenne de 30 à 40 cm de diamètre, mais certains spécimens peuvent dépasser 60 cm. 

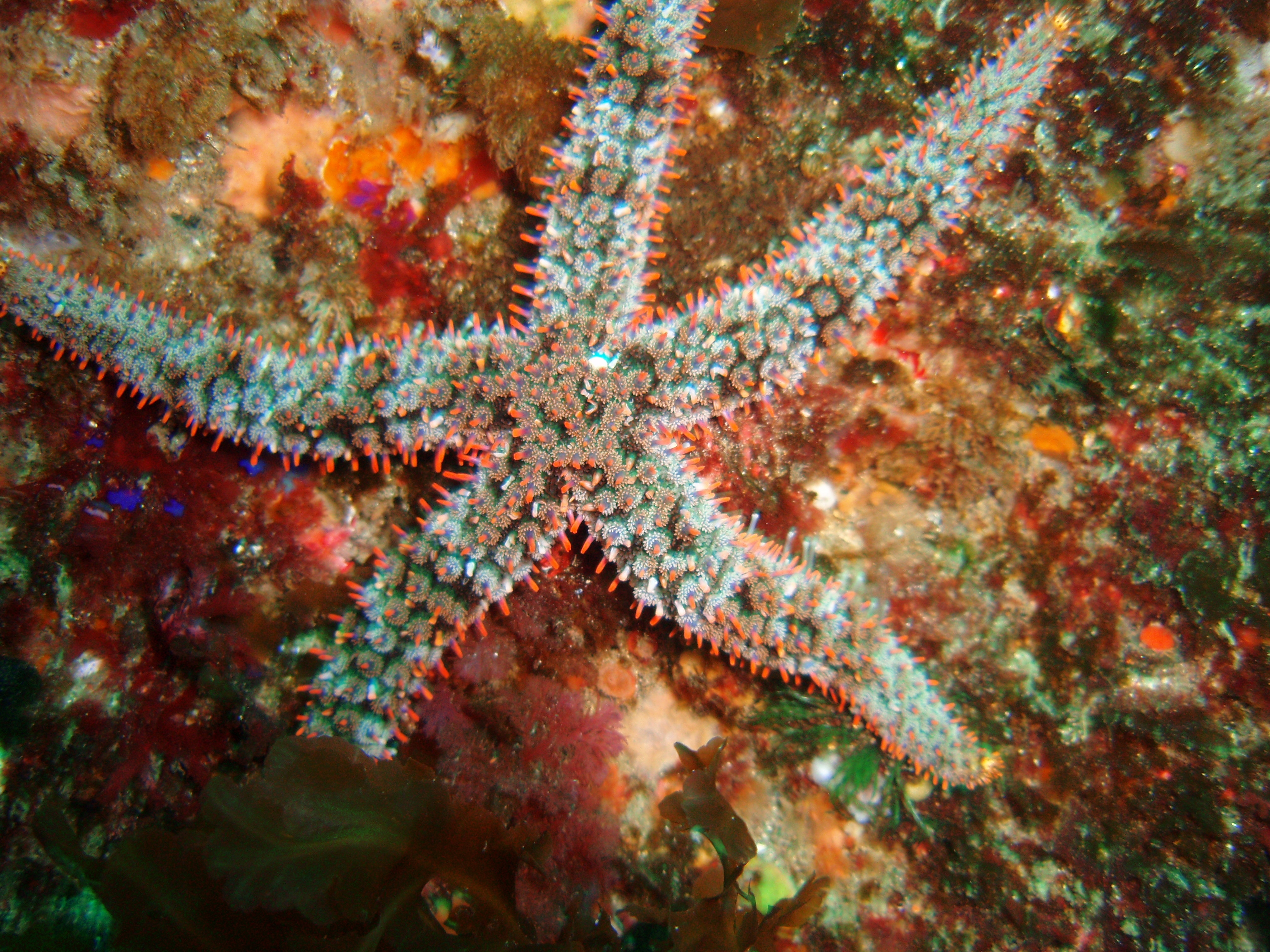
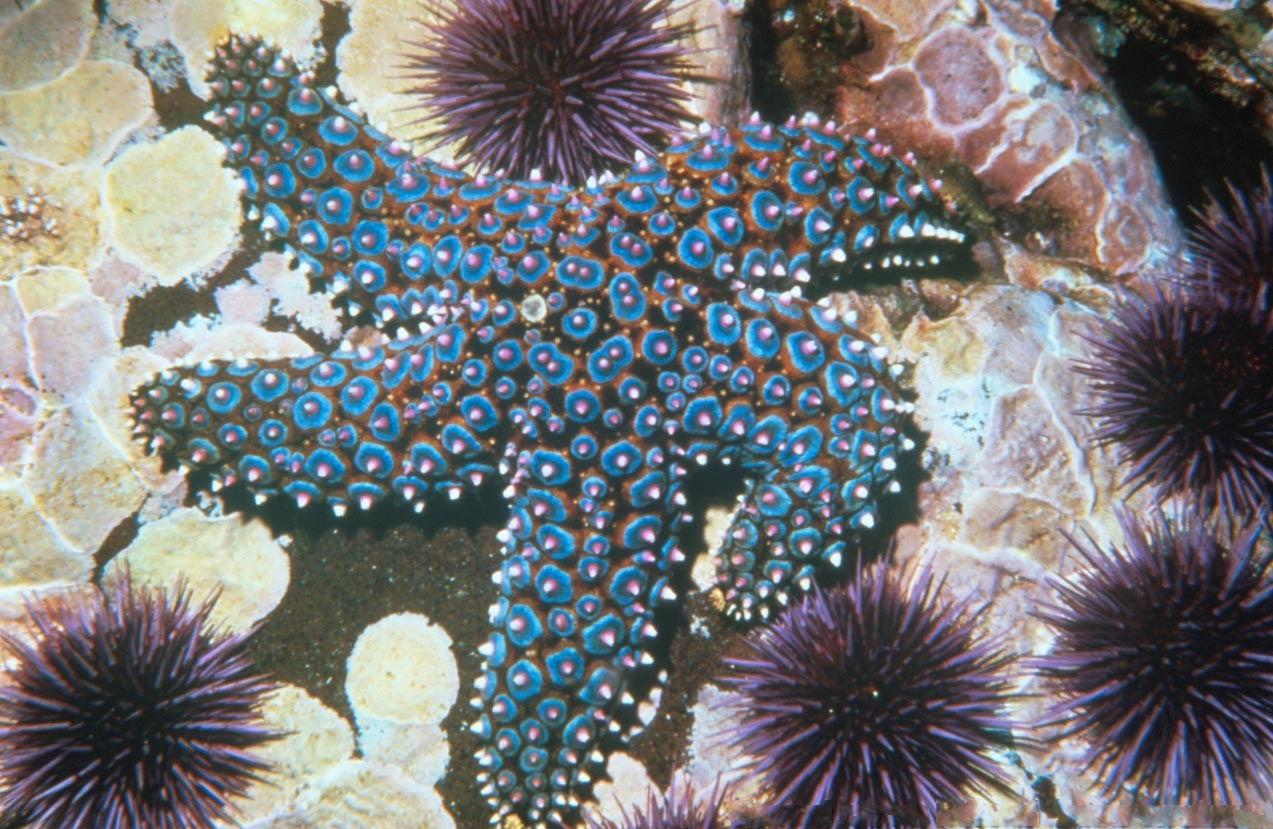
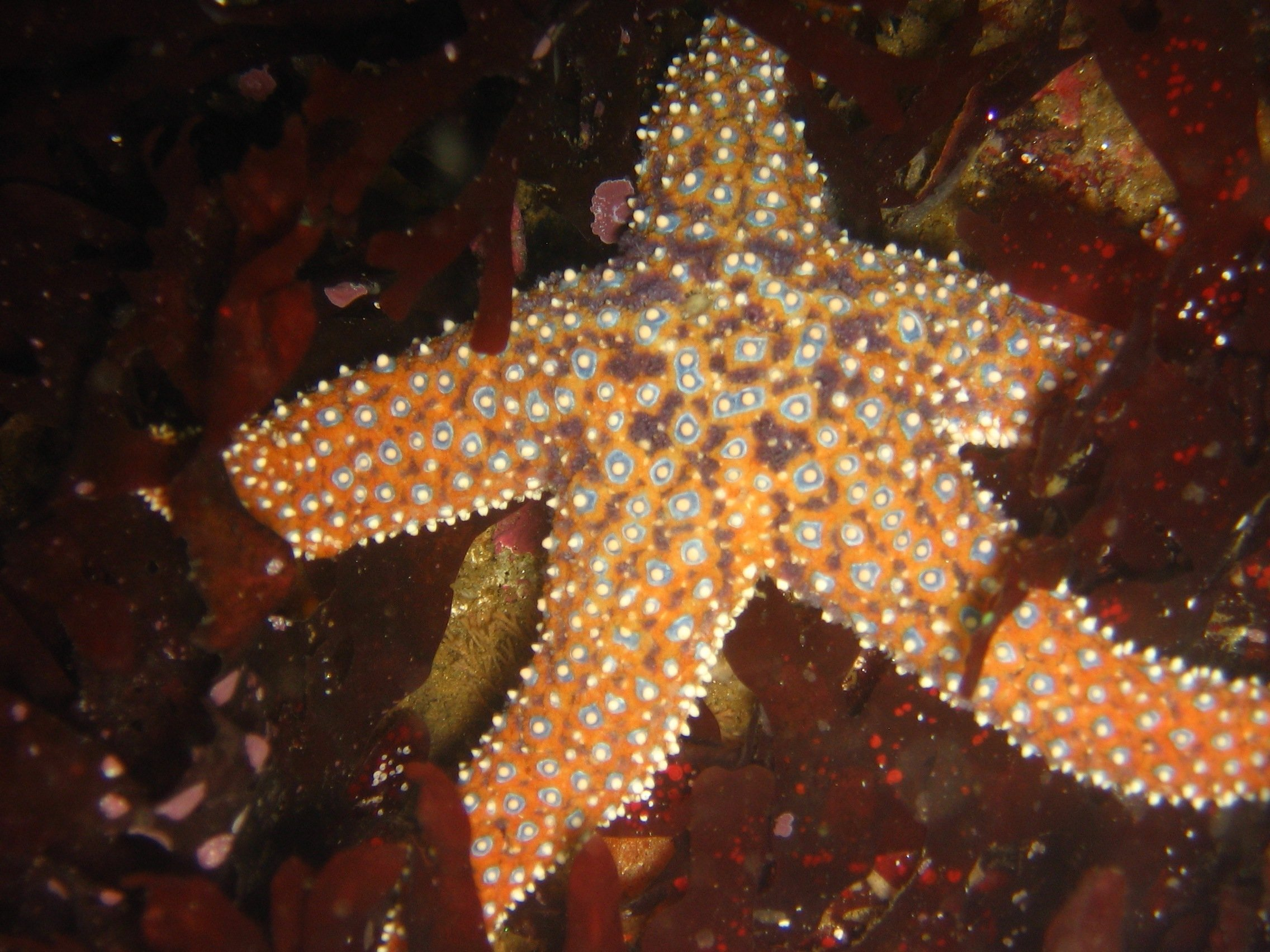
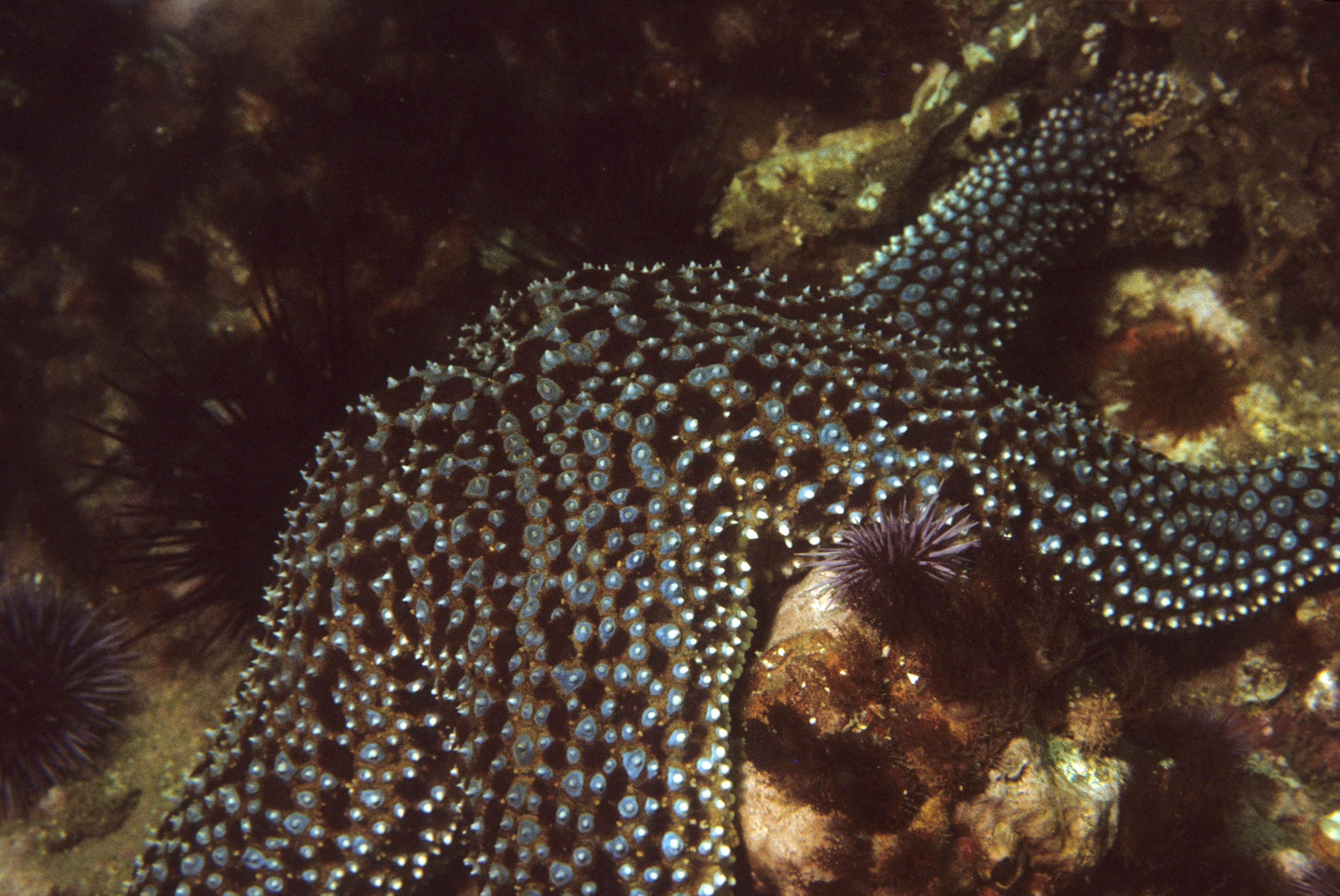

## Habitat et répartition
Cette étoile est très abondante sur les côtes américaines, de la Californie du sud à la Colombie Britannique.
On les trouve sur les substrats rocheux ou sableux, de la zone intertidale à près de 90 m de profondeur.

## Écologie et comportement
Cette étoile se nourrit principalement de mollusques, qu'elle ouvre au moyen de ses puissants podia, mais elle ne dédaigne pas d'autres invertébrés lents ou sessiles, ou des charognes.

## Liste des sous-espèces
Selon World Register of Marine Species (13 août 2015) :
- sous-espèce Pisaster giganteus capitatus (Stimpson, 1862)
- sous-espèce Pisaster giganteus giganteus (Stimpson, 1857)